# Hyalorbilia juliae
Hyalorbilia juliae är en svampart som först beskrevs av Josef Velenovský, och fick sitt nu gällande namn av Baral, Priou & G. Marson 2005. Hyalorbilia juliae ingår i släktet Hyalorbilia och familjen vaxskålar.   Inga underarter finns listade i Catalogue of Life.